# Il mago (serie televisiva 1986)
Il mago (The Wizard) è una serie televisiva statunitense in 19 episodi trasmessi per la prima volta nel corso di una sola stagione dal 1986 al 1987.

## Trama
Simon McKay è un nano ed inventore geniale, un tempo al servizio del governo degli Stati Uniti per la costruzione di letali armamenti, che sceglie di trascorrere la sua vita come filantropo e innovativo costruttore di giocattoli dedicandosi a preservare e a proteggere l'innocenza. L'agente Alex Jagger viene assegnato alla protezione di Simon da coloro che desiderano utilizzare il genio di Simon e le sue conoscenze per i loro scopi nefasti, in particolare spie di paesi esteri che potrebbero tentare di rapirlo. Ad essi si unisce ben presto Tillie Russell, una vecchia amica di Simon. 
I tre diventano un nucleo unito che lavora insieme, affrontando avventure e avversità anche in giro per il mondo, soprattutto quando si tratta di sconfiggere Troyan, il nemico numero uno di Simon.

## Personaggi e interpreti
- Simon McKay (19 episodi, 1986-1987), interpretato da David Rappaport.
- Alex Jagger (19 episodi, 1986-1987), interpretato da Douglas Barr.
- Tillie Russell (19 episodi, 1986-1987), interpretata da Fran Ryan.
- Troyan (3 episodi, 1986), interpretato da Roy Dotrice.
- Mr. Poole (3 episodi, 1986), interpretato da Peter Kent.

## Produzione
La serie, ideata da Michael Berk, Douglas Schwartz e Paul Radin, fu prodotta da 20th Century Fox Television e girata negli studios della 20th Century Fox a Century City in California. Le musiche furono composte da Arthur B. Rubinstein.

### Registi
Tra i registi sono accreditati:
- Peter H. Hunt in 10 episodi (1986-1987)
- E.W. Swackhamer in 3 episodi (1986)
- Michael Caffey in 2 episodi (1986-1987)

### Sceneggiatori
Tra gli sceneggiatori sono accreditati:
- Michael Berk in 19 episodi (1986-1987)
- Paul B. Radin in 19 episodi (1986-1987)
- Douglas Schwartz in 19 episodi (1986-1987)
- Brad Radnitz in 3 episodi (1986)
- Rick Mittleman in 2 episodi (1986)
- Jonathan Glassner in 2 episodi (1987)
- John Whelpley in 2 episodi (1987)

## Distribuzione
La serie fu trasmessa negli Stati Uniti dal 9 settembre 1986 al 14 marzo 1987 sulla rete televisiva CBS. In Italia è stata trasmessa dal 1987 su RaiUno con il titolo Il mago.
Alcune delle uscite internazionali sono state:
- negli Stati Uniti il 9 settembre 1986 (The Wizard)
- in Francia il 24 dicembre 1988 (Le magicien)
- in Spagna (El hechicero)
- in Italia (Il mago)

## Episodi
| Stagione       | Episodi | Prima TV USA |
| -------------- | ------- | ------------ |
| Prima stagione | 19      | 1986-1987    |